# 无脊椎动物
无脊椎动物（invertebrate）是所有不具有脊柱的动物的统称，是一个排除掉脊椎动物后形成的笼统多系群，也是动物的基群形态。常见的无脊椎动物包括节肢动物、软体动物、棘皮动物、环节动物、扁形动物、线形动物、刺胞动物、多孔动物以及与脊椎动物同属脊索動物門的頭索動物及尾索動物等，其种类数占动物总种类数的95%。现存的无脊椎动物大多体型较小，但软体动物门头足纲大王乌贼属的蛸类体长可达13米，体重约275公斤。

## 定义
无脊椎动物这个名字并没有分类学上的意义，就是说它不是界门纲目科属种中的任何一级（相反，脊椎动物却是脊索动物中的一个亚门）。无脊椎动物是一个有歧义的概念。问题出在脊索动物两个亚门：头索动物和尾索动物的归类上。
在日常生活中人们认为，无脊椎动物是相对于脊椎动物而言，脊椎动物外的动物都属于无脊椎动物。这有一个问题：脊椎动物是脊索动物之一个亚门，脊索动物另外两个亚门是：头索动物和尾索动物。这意味着头索动物和尾索动物都会被归入无脊椎动物。这也有遗传学方面的证据，头索，尾索和无脊椎动物都只有一段Hox基因。而脊椎动物则有两份以上的Hox基因。
这种归类却并不得到无脊椎动物学的接受。在无脊椎动物学中，头索动物和尾索动物不属于无脊椎动物。这样的话，“无脊椎动物”就应该被称作“无脊索动物”才合适。
但是这种两难局面也是可以理解的，脊椎动物是脊索动物最常见的动物（人也是脊椎动物之一），而头索动物和尾索动物与之相比则显得比较少见。因此头索和尾索动物就被“忽略”了。
不管怎样，從字面解釋"Vertebra"解作是脊椎骨。無脊椎動物是沒有真正的脊椎骨，而事實上頭索動物及尾索動物雖然是脊索動物門但沒有真正的脊椎骨，所以合乎無脊椎動物這個條件，因此頭索動物及尾索動物被客觀判定為無脊椎動物。

## 分类
无脊椎动物的分类有按形态和按18s rRNA序列分类两种。

### 形態分類
如果按形态学分类的话，无脊椎动物首先按照组成的细胞数，分为单细胞动物（Protozoa）和多细胞动物（即后生动物Metazoa）两种。前者所属的动物有争议，例如眼虫，会因为其体内的叶绿体被归入为植物。
多细胞动物再被分为侧生动物（Parazoa）和真后生动物（Eumetazoa）。前者包括海绵动物，扁盘动物和中生动物。这三种动物和真后生动物缺乏联系。组织分化程度低。
接下来，真后生动物按照其身体对称方式被分为辐射对称动物和两侧对称动物。前者包括刺胞动物门和栉水母动物门。
然后将两侧对称的动物按其体腔的有无，有的话是真是假，分为三类，即无体腔动物（Acoelomata），假体腔动物（Pseudocoelomata）和真体腔动物（Eucoelomata）。但是纽形动物门介乎于假体腔动物和真体腔动物之间，分类位置有疑问。无体腔动物的代表是扁形动物。假体腔动物的体腔并不是由中胚层包绕的，是原肠未完全退化的产物，代表动物是线虫动物和轮形动物。真体腔动物的体腔是有中胚层包裹的。
真体腔动物接着按原肠孔（Blastoporus）的发展分为原口动物（Protostomia），后口动物（Deuterostomia）和过渡类型触手动物（Tentaculata）。后口动物的代表是棘皮动物（和非“无脊椎动物”的脊索动物）。过渡类型包括帚虫动物，腕足动物和苔藓动物三种。其他的真体腔动物都是原口动物，包括节肢动物，缓步动物，有爪动物，软体动物，星虫动物，螠虫动物门和环节动物等。
这种分类有很大问题，比如纽形动物的“无家可归”，而扁形动物，线虫动物是原口动物，却因为体腔不是“真体腔”而没有“资格”去被归类。触手动物有很多后口动物的特征，比如辐射卵裂，体腔是由内胚层内陷形成的中胚层包裹的。但是来自分子生物学的证据却表明它们是原口动物。

### 按遗传学分类
按遗传学分类和按形态学分类出入在于两侧对称动物中。
按遗传学分类的话，两侧对称动物首先按原肠孔的发展去向分为原口动物和后口动物。在形态学分类中的过渡类型触手动物则被全部归到原口动物中。
原口动物接着会按照蜕皮假说被分为两种：蜕皮动物和冠輪動物。蜕皮动物的特征是，这些动物在一种名叫蜕皮激素（Ecdysone）的作用下，会退去身体表面的角质层外皮。节肢动物，线形动物，缓步动物和有爪动物都属蜕皮动物。冠輪動物的特征是发育经过担轮幼虫阶段（但有些动物发育过程中并不经历幼虫阶段，很好的例子是蚯蚓）或是有触手冠。软体动物门（Mollusca）、环节动物门（Annelida）、纽形动物门（Nemertea）、星虫动物门（Sipunculida）、螠虫动物门（Echiura）、须腕动物门（Pogonophora），苔藓动物门（Bryozoa）、内肛动物门（Entoprocta）、腕足动物门（Brachiopoda）和帚虫动物门（Phoronida）都属于这一冠輪動物。
这种分类方法没有形态分类学的问题。但也有一些小问题，例如有爪动物的分类位置（位于蜕皮动物和冠輪動物之间）有争议。

### 无脊椎动物(Invertebrate)
(节肢动物:蜈蚣，螃蟹，蜘蛛)
(环节动物:蚯蚓，螞蟥，沙蚤)
(软体动物:蜗牛，蚌，章鱼)
(线形动物:蛔虫，钩虫)
(扁形动物:涡虫，扁形虫，血吸虫)
(棘皮动物:海星，海参，海胆)
(腔肠动物:海葵，水螅，珊瑚)
(海绵动物:属于最原始的多细胞动物，没有口，一般固着在岩石上)

## 历史
大多数无脊椎动物化石见于古生代寒武纪，当时已有节肢动物的三叶虫及腕足动物，但大多已灭绝。随后出现古头类及古棘皮动物。在古生代末期，古老类型的生物大规模灭绝。中生代出现大量软体动物现代属、种。
现存的无脊椎动物多出现于新生代。

## 分佈
无脊椎动物多数水生，大部分為海洋生物，如放射虫、钵水母、珊瑚虫、乌贼及棘皮动物等，部分种类生活于淡水，如水螅、一些螺类、蚌类及淡水虾蟹等。蜗牛、鼠妇等则生活在潮湿的陆地。蜘蛛、多足类和昆虫则绝大多数是陆生动物。

## 运动系统
运动系统包括身体支撑和前进两部分。

### 骨骼
无脊椎动物没有脊椎动物那一根背侧起支撑作用的脊柱和狭义的骨骼。广义的骨骼包括外骨骼，内骨骼和水骨骼三种。而无脊椎动物拥有的正是这三种骨骼。
外骨骼指的是甲壳等坚硬组织，如蜗牛的壳，螃蟹的外壳，昆虫的角质层都属于外骨骼。
内骨骼存在于脊索动物，半脊索动物，棘皮动物和多孔动物中，在内起支撑作用。多孔动物的内骨骼并不是中胚层起源的。棘皮动物的内骨骼是由CaCO3和蛋白质组成的，这些化学物晶体按同一方向排列。
水骨骼是动物体内受微压的液体（无体腔动物的扁形动物也不例外）和与之拮抗的肌肉，加上表皮及其附属的角质层的总称。无脊椎动物的主要骨骼形式。除了上述的软体动物，棘皮动物和节肢动物外的其他无脊椎动物都拥有水骨骼。

### 运动
无脊椎动物的运动方式有多种：
- 借助纤毛的摆动前进
- 没有刚毛，没有环形肌的线形动物通过两侧纵肌的交替收缩实现的蛇行
- 有刚毛有环形肌有纵肌的蚯蚓的蠕动。这是通过不同节段纵，环肌肉交替收缩实现的
- 在海底沉积物中，通过膨胀身体某节段实现固定，身体的另外部分收细前钻的星虫
- 有爪动物的爬行
- 昆虫的飞行

## 排泄系统
并不是所有的无脊椎动物都有排泄器官的。例如扁形动物，它们靠的是位于下表皮向内伸出的表皮突起的排泄细胞完成排泄的。而无脊椎动物常见的排泄器官则是原肾管和后肾管。

## 神经系统
无脊椎动物的神经系统没有脊椎动物那么复杂多样。从最原始的神经细胞，到神经细胞集合成为神经节，到后来大脑的形成。其形式由弥散的神经网到有序的神经链，到中枢和梯状神经系统的出现，也经历了一个由简单到复杂的过程。
感觉器官由刺胞动物的感觉棍（有视觉和重力觉），经过扁形动物头部神经细胞群集形成的“眼”，到昆虫的复眼和头足动物，例如乌贼的眼（由外胚层形成），分辨率不断上升。这更有利于动物逃避敌害和捕食。

## 消化系统
刺胞动物是桶形的，口和肛门是同一个开口。其消化系统被称为胃管系统（Gastrovaskularsystem），它和扁形动物分支的肠一样，行使消化和运输功能，因为它们没有循环系统。
内寄生的线形动物厂已经退化，它们靠头节吸取宿主小肠内的营养。
而大部分的真后生动物动物都有贯穿身体全长的消化管道，以及与之配合的消化腺和循环系统，行细胞外消化。消化管道通常由：口，咽，食道（有如蚯蚓者，它还有膨大的嗉囊），（肌肉）胃，肠和肛门。而双壳纲动物甚至用鳃过滤食物。

## 循环系统
无脊椎动物不一定有循环系统，例如上述的刺胞动物，扁形动物，缓步动物和线形动物。而有循环系统的动物，又有如软体动物的开放式循环系统（头足动物的循环系统有向闭合式的趋向）和环节动物的闭合循环系统。在昆虫和蜘蛛等动物身体里有的是血淋巴。
循环系统的任务是运输。它将呼吸系统里的氧气和消化系统的营养物质运输到身体的其他地方，而将代谢废物运输到排泄器官。

## 呼吸器官
无脊椎动物和其他生物一样，需要氧化能源物质获得能量，这个过程需要呼吸系统提供氧气。无脊椎动物最常见的呼吸器官是鳃。但昆虫的呼吸器官却是气管，它们开口于体表的可关闭的气门（Stigmen），往体内不断细分，不经过循环系统直接将氧气运输到细胞的线粒体旁边，非常有效的一套呼吸系统。

## 生殖
无脊椎动物的繁殖形式多样。首先分为有性跟无性两种。有些动物，如刺胞动物和寄生虫线形动物，有世代交替现象。如果动物是雌雄同体，还会出现自体交配现象。
无性生殖常见的形式是出芽生殖。见于刺胞动物的无性世代。
有性生殖的特点是，生殖通过生殖细胞的结合完成。而生殖过程可以是由一者单独完成，但更常见是两个个体通过各自提供不同的交配类型的生殖细胞去共同完成。前者见于猪肉绦虫，它后部性成熟的体节会受精于后一节体节。蚯蚓也会偶尔看到自身交配现象。
两个个体交配时，双方通常分别是雌雄异体的一方，（蚯蚓，蜗牛虽是雌雄同体，但它们的交配时却只扮演一种性别角色）。蚯蚓交配双方利用生殖带（Clitellum）分泌的液体粘在一起。一方的生殖带正对另一方生殖孔。一方的精子从雄性生殖孔排出，顺着自身体表的自己精子沟到达对方精子袋（Receptaculum seminis）中被储存，等待与对方的卵子受精。
雄性蝎子有一个内藏精子的特殊生殖器官，稱作精包（Spermatophore）。它通过分泌物将精囊粘着在地上。雄蝎子与雌蝎子跳求爱舞，先用尾部扫动地面，引起雌蝎子注意。然后两者双螯相抵，互相牵拉。雄蝎子会用毒针蜇一下雌蝎子，并释放少量毒素，以麻痹雌蝎子。然后雄蝎子播下精包，牵拉雌性蝎子，使之腹部的生殖部位与精囊开口接触，获得精子。雌性在交配过程中会尝试吃掉雄性蝎子。
而雄马陆将精囊放置在高处，然后离开。雌马陆后来会发现精囊并取走，然后发生受精过程。
环节动物的多毛纲，会使用裂殖生殖（Schizogamie），即是脱离含有生殖细胞的身体部分，使之在水中完成受精。
蜗牛身上有含CaCO3的“爱情之箭”。交配双方通过数次前戏，就是互相磨蹭（中途会因疲倦而休息），双方达到兴奋状态。然后向对方射出“爱情之箭”，达到高潮，交换生殖细胞。
世代交替，以钵水母为例，水母（Medusa）会通过精卵融合的有性生殖方式，生育出水螅（Polyp）。水螅然后经过无性生殖，即旁支出芽分裂，经过叠生体和蝶状幼体阶段再次成为水母。